# Estació de Massamagrell
L'Estació de Massamagrell és una de les estacions del metro de València, situada al municipi de Massamagrell. És una estació de la línia 3. És un edifici de planta rectangular amb un sol espai, amb pocs elements decoratius. Te cinc vans d'arc de mig punt, dels quals tres són portes d'accés.
| Procedència/Destinació | <       | Línia | >                   | Procedència/Destinació |
| ---------------------- | ------- | ----- | ------------------- | ---------------------- |
| Aeroport               | Museros |       | La Pobla de Farnals | Rafelbunyol            |